# A Bad Investment
Pour plus de détails, voir Fiche technique et Distribution.
A Bad Investment est un film muet américain réalisé par Allan Dwan et sorti en 1912.

## Synopsis
Jack Collins aime Maud Brooks. Lorsqu'il en informe son père, ce dernier refuse de lui venir en aide sur le plan financier. Jack décide alors de gagner lui-même sa vie…

## Fiche technique
- Réalisation : Allan Dwan
- Société(s) de production : American Film Manufacturing Company
- Société(s) de distribution : Motion Picture Distributors and Sales Company (USA)
- Pays de production :  États-Unis
- Langue originale : muet
- Format : noir et blanc — 35 mm — 1,33:1 — muet
- Genre : court-métrage, drame
- Durée : 1 bobine
- Date de sortie :
  - États-Unis : 14 mars 1912

## Distribution
- J. Warren Kerrigan : Jack Collins
- Pauline Bush : Maud Brooks